# 同昌県 (遼寧省)
同昌県（どうしょう-けん）は中華人民共和国遼寧省にかつて存在した県。現在の阜新市阜新モンゴル族自治県北西部に相当する。
遼代に設置され、1269年（至元6年）に廃止された。